# Bacchisa frontalis
Bacchisa frontalis là một loài bọ cánh cứng trong họ Cerambycidae.